# St. Bartholomäus (Freienfels)

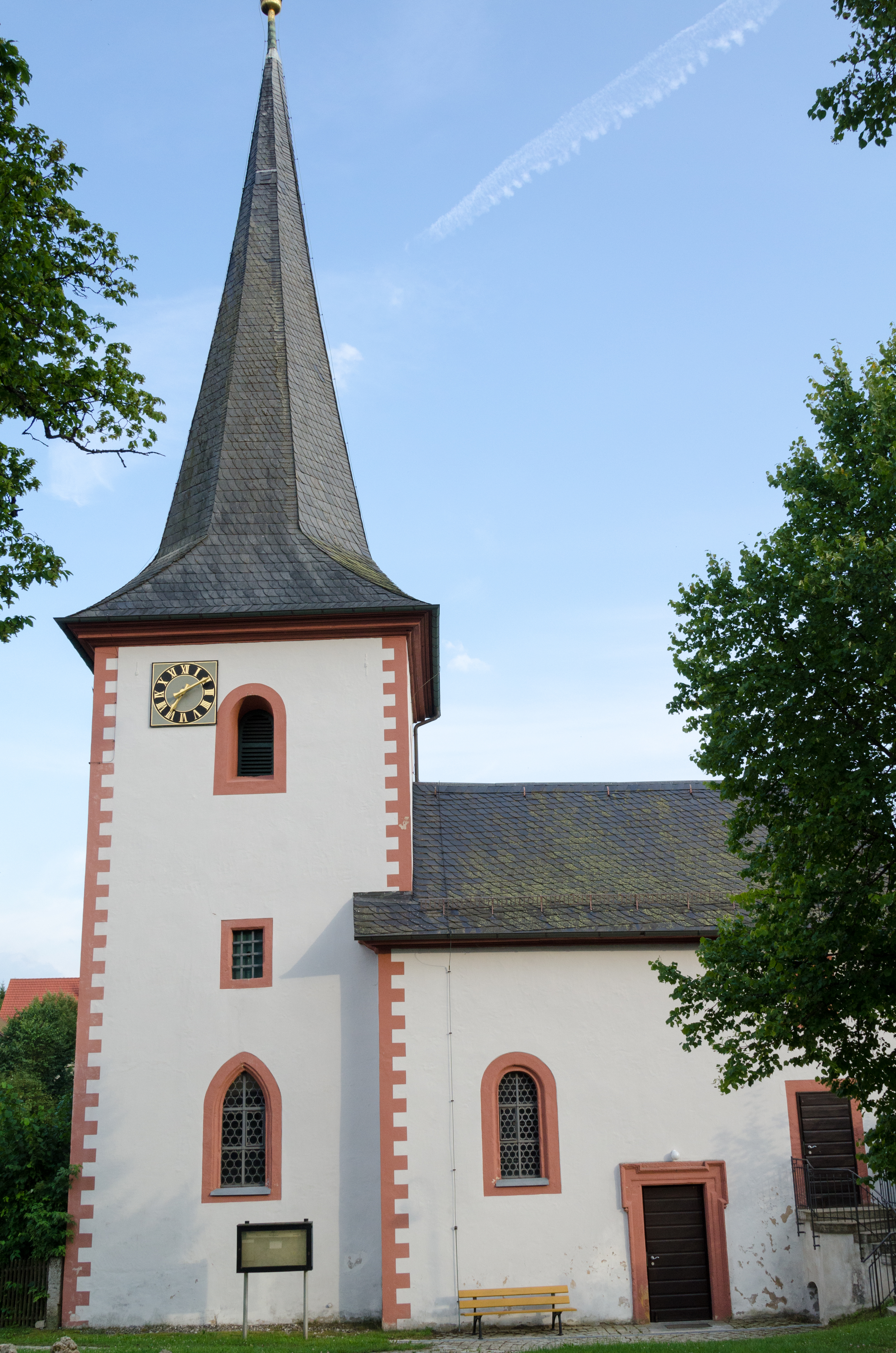
St. Bartholomäus (Freienfels)

Die römisch-katholische Pfarrkirche St. Bartholomäus ist ein denkmalgeschütztes Kirchengebäude in Freienfels, einem Gemeindeteil der Stadt Hollfeld im oberfränkischen Landkreis Bayreuth im Bayern.
Das Bauwerk ist unter der Denkmalnummer D-4-72-154-63 als Baudenkmal in der Bayerischen Denkmalliste eingetragen. Die Kirchengemeinde gehört zur Pfarrei Hollfeld im Seelsorgebereich Fränkische Schweiz Nord im Dekanat Bayreuth des Erzbistums Bamberg.

## Beschreibung
Die 1690 als Kapelle des Schlosses Freienfels gebaute Saalkirche hat einen gotischen Chorturm, der mit einem achtseitigen, schiefergedeckten Knickhelm bedeckt ist. Die Decken der Innenräume von Langhaus und Chor wurden um 1700 von Johann Jakob Vogel mit Stuck verziert.  Der Hochaltar mit Statuen von Johann Sebastian Degler wurde von Casper Vogell, das Reliquiar von Johann Dientzenhofer gestaltet.